# روحانی
روحانی کسی است که به دستورها و آموزه‌های دینی آگاهی کامل داشته و کارش تبلیغ، ترویج، حفظ و دفاع از دین است.

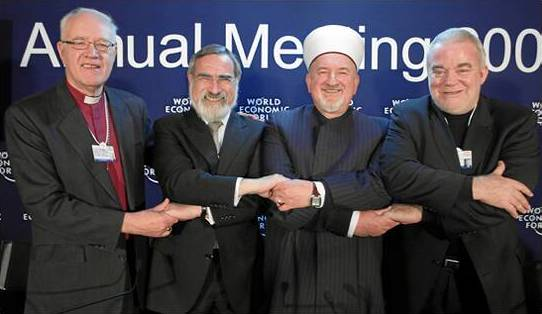
از چپ به راست: جورج کری، اسقف اعظم کانتربری (۱۹۹۱–۲۰۰۲)؛ جاناتان ساکس، خاخام ارشد؛ مصطفی سریک، مفتی اعظم بوسنی؛ جیم والیس، آمریکا. مجمع جهانی اقتصاد ۲۰۰۹ در داووس، سوئیس

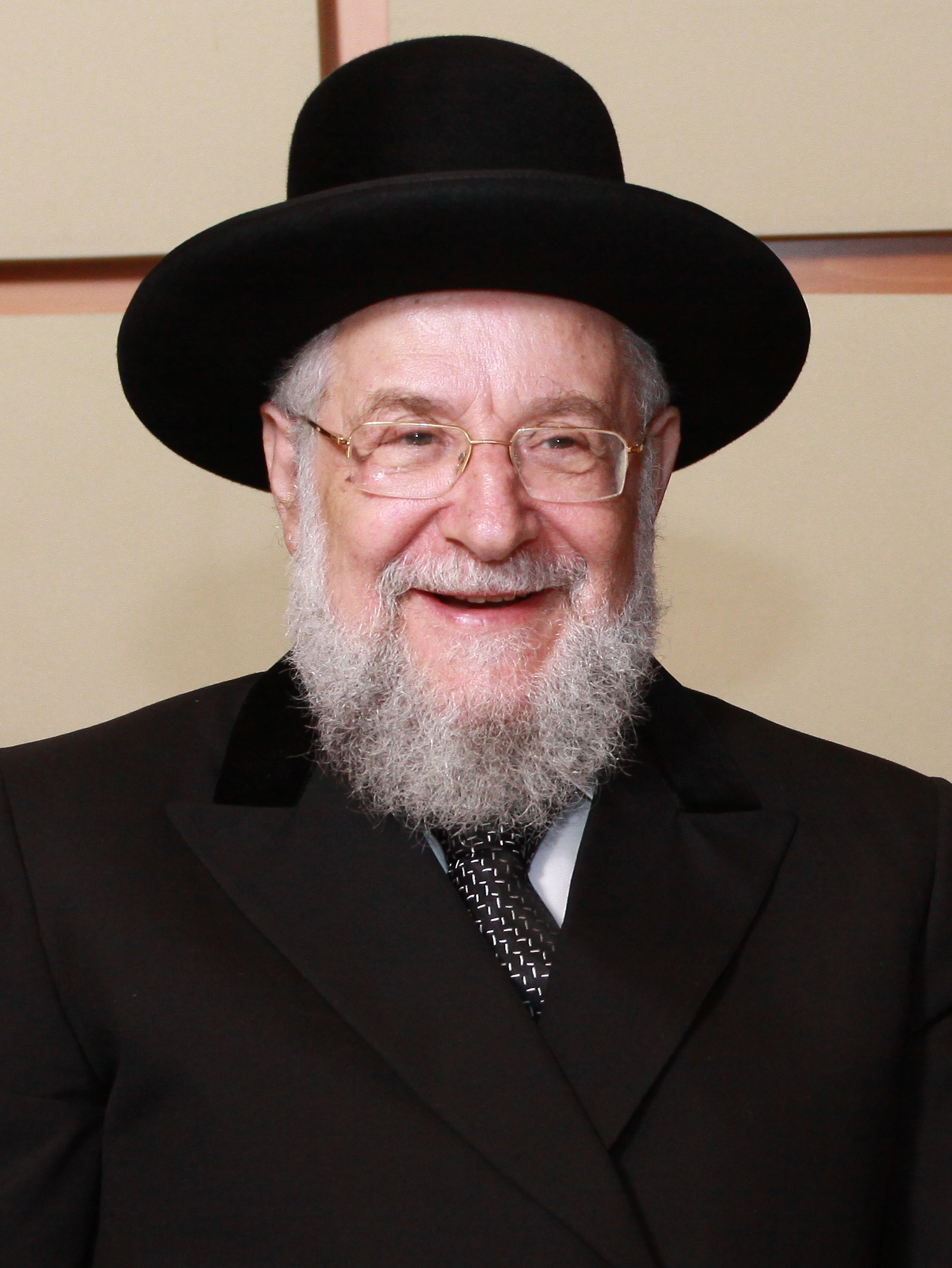
خاخام اسرائیل مئیر لاو

## مزدیسنا
در دین مزدیسنا، به فرد روحانی، اصطلاحاً موبد یا مغ گفته می‌شود. ریشه واژه از ترکیب مغبد به معنی فرمانده و مهتر مغان (روحانیون) گرفته شده و نخستین مغبد، کرتیر بوده است.

## یهودیت
در دین یهودیت، به فرد روحانی، خاخام گفته می‌شود.

## مسیحیت
در دین مسیحیت، نام‌های گوناگونی برای روحانیان وجود دارد. کاتولیک‌ها به روحانیان مرد، پدر یا کشیش می‌گویند. در کلیسای کاتولیک، روحانیان زن وجود ندارند. در دِیرها یا صومعه‌ها — که محل زندگی و عبادت زنان و مردان تارک دنیاست — مردان، برادر و پدر، و زنان نیز خواهر و مادر، خوانده می‌شوند.
در میان مسیحیان پروتستان، به روحانیان مرد و همچنین زن، کشیش و شبان گفته می‌شود.

## اسلام
در اسلام، به روحانیان شیعه، آخوند، ملّا، شیخ، حجت‌الاسلام و المسلمین و در مراتب بالاتر، آیت‌الله و آیت‌الله‌العظمی گفته می‌شود؛ اما به روحانیان سنّی، ماموستا و در مراتب بالا، مولوی و در مراتب بالاتر، مولانا خطاب می‌شوند. ماموستا، واژه‌ای کُردی و به معنای استاد و معلم است که در مناطق کردنشین، به عالمان دینی گفته می‌شود. واژه مولوی، از اضافه شدن «ی» به کلمه «مولا»، تشکیل شده است. این اصطلاح، در بخش‌های شرقی ایران و نیز کشورهای شرق ایران، برای کسانی که در علوم دینی، به درجات بالا رسیده‌اند، استفاده می‌شود. مولانا به معنای بزرگ و سرور ما، می‌باشد که بیشتر برای افراد فاضل و بزرگ‌مرتبه به کار می‌برند. رتبه مولانا، از مولوی بالاتر است.

## بهائیت
در دین بهائیت، روحانی وجود ندارد؛ بلکه همه بهائیان، موظف به تبلیغ دین هستند.